# オープンショーツ
オープンショーツ（英語：Open Shorts）は、クロッチ（股下部分）の布地にスリットが入っていて容易に開くことが可能になっているセクシーランジェリーの一種である。女性用ショーツを指すことが多いが、男性用ブリーフなどにも存在する。
オープンショーツは装飾性が重視されているため、一般的に薄い布地や透明感の高い布地が用いられ、刺繍などでデザインされたものが多い。ブラジャーやキャミソールなどトップ（上半身）と同一デザインを着用することにより、より爽快感を出したりセクシー感を演出することができる。